# Zgărdești, Telenești
Zgărdești este satul de reședință al comunei cu același nume  din raionul Telenești, Republica Moldova. Localitatea este amplasată la distanța de 19 km de Telenești și 90 km de Chișinău.

## Istorie
Prima mențiune documentară datează de la 14 aprilie 1609, cu satele contopite Boldești și Cozești.
În 1803, satul Zgărdești era inclus în colul Măetenilor, ținutul Orhei și avea 10 birnici care plăteau birul anual în valoare de 128 lei.
Primul recensământ țarist din anul 1817, ne oferă următoarea informație: Gardești, 2 preoți, 1 dascăl, 1 pălămar, 1 stareț, 23 mazili, 8 ruptași, 28 de gospodării, 14 burlaci, în total 78 bărbați. Era un sat răzeșesc moșia fiind alcătuită din ale 3 moșii, Gardești, Cozești și Boldești. Moșia satului are o lățimea de 1607 sajeni și lungimea  3000 sajeni, inclusiv, fânaț - 150 fălci, pășuni – 600 fălci, pământ arabil 150  – fălci, păduri lipsesc, în egală măsură podgorii și livezi, 2 mori de vânt, 1 moară de cai, vatra satului 200 fălci, pe care se află 152 de case. Venitul moșiei număra 2000 de lei. Satul se afla în ocolul Măetinului, ținutul Orhei.
Prin reforma administrativă din 1818, localitatea este transferată în ținutul Iași.
În perioada țaristă făcea parte din volostea Chișcăreni, județul Bălți. În 1902 în Zgărdești erau 172 case, cu o populație de 860 persoane, români răzeși, care posedau pământ 2.248 desetine. Împrejurul satului erau vii și grădini cu pomi.
În perioada 1998-2003 localitatea era inclusă în județul Bălți.

## Populație
Conform recensământului din 2004, populația satului constituie 942 de locuitori, inclusiv 474 bărbați și 468 femei. componența etnică este următoarea: moldoveni - 936	persoane, ucraineni - 2 persoane, ruși - 3 persoane și un bulgar.
În 2004 în Zgărdești erau 365 de gospodării casnice, mărimea medie a unei gospodării era de 2,7 persoane.

## Personalități

### Născuți în Zgărdești
- Emanoil Catelli (1883–1943), politician român, membru al Sfatul Țării.
- Alexe Potlog (1904–1990), inginer agronom, profesor universitar și cercetător român.